# Douche écossaise
Une douche écossaise, autrefois appelée bain anglais ou bain écossais, est une douche qui alterne eau chaude et eau froide.
Par extension, on qualifie ainsi une situation qui alterne sans arrêt le bon et le mauvais. 

## Historique
Au début du XIXe siècle se pratiquait en Écosse une hydrothérapie du nom de « shower-bath ». En France, la pratique en est  introduite, sous les noms de « bain anglais » ou « bain écossais », en 1822 aux thermes d'Aix-les-Bains, par Despine père, qui l'avait découverte là-bas.
En 1829, François-Marie de Fortis écrit, dans Amélie, ou Voyage à Aix-les-Bains et aux environs : « La douche écossaise, appelée thermopsyque par M. de Gimbernat fait passer subitement le malade d'une douche chaude à une douche froide qui l'inondent comme une pluie abondante : elle est formée par une caisse percée de trous. C'est, dit-on, la douche qui convient le mieux pour les affections rachitiques et les maux de nerfs. On dit même qu'elle a produit des effets merveilleux sur des têtes complètement désorganisées, qui ont été rendues à la raison. »
Cette technique est proche du bain écossais, qui consiste à immerger alternativement une partie de son corps dans un seau d'eau froide et dans un seau d'eau chaude. Il s'agit d'un des moyens connus actuellement pour soigner l'algoneurodystrophie (syndrome douloureux régional complexe),.
La douche écossaise est censée activer la circulation sanguine et renforcer les vaisseaux sanguins, notamment des jambes.

## Expression
Au sens figuré, l'expression désigne une vive alternance de sensations, d'événements ou d'impressions, qui alternent soudain le positif et le négatif.